# 杰克·劳尔
杰克·劳尔，MBE（英語：Jack Laugher，1995年1月30日—），英國男子跳水運動員。其他译名包括杰克·劳格赫、杰克·劳夫、杰克·罗夫、杰克·拉夫尔、杰克·劳格尔等，但其实他的姓氏发音与英文单词相同。

## 簡歷
2012年，杰克·劳尔代表英國參加英国倫敦舉行的奥林匹克运动会跳水比賽，出戰男子3米跳板賽事，最終獲得第27名。
2016年夏季奧林匹克運動會上，勞爾和克里斯·米尔斯成為跳水男子雙人3米彈板比賽項目中英國首個跳水金牌獲得者。亦為英國獲得歷史上的首枚跳水奧運金牌。他們拿下454.32分，美國搭檔山姆·多曼/邁克·希克森獲得銀牌；而以三連冠為目標、中國的秦凱/曹緣獲得銅牌。
劳尔在2016年夏季奧林匹克運動會跳水男子3米彈板比賽中也獲得了銀牌，成為首位在同一場比賽中獲得多枚奧運跳水獎牌的英國跳水運動員。
2021年跳水世界盃於日本東京舉行，劳尔和丹尼尔·古德菲劳在雙人3公尺跳板比賽中獲得金牌。
2020年夏季奥林匹克运动会於日本東京舉行，劳尔在男子3公尺跳板比賽中獲得銅牌。

## 外部連結
- 傑克·勞爾的Instagram帳戶 （页面存档备份，存于）